# Siw Malmkvist
Siw Gunnel Margareta Malmkvist (Landskrona, 31 december 1936) is een Zweedse schlagerzangeres. In haar carrière heeft ze in tien talen gezongen, te weten Zweeds, Deens, Noors, Fins, Frans, Engels, Duits, Spaans, Italiaans en Nederlands.

## Loopbaan
Malmkvist won de eerste en derde editie van Melodifestivalen (de Zweedse preselectie voor het Eurovisiesongfestival), maar beide keren stond ze uiteindelijk niet op het eurovisiepodium. In 1959 werd beslist om de zangeres Brita Borg te sturen en in 1961 zou ze met April April gaan, maar omdat ze telkens als ze in het lied moest fluiten de slappe lach kreeg, werd besloten Lill-Babs in haar plaats af te vaardigen. In 1960 mocht ze wel meedoen aan het songfestival, zonder aan Melodifestivalen mee te doen. Zij mocht het winnende lied Alla andra får varandra zingen waar ze tiende mee werd.
Met het lied Augustin werd ze in 1959 in Duitsland bekend. Drie jaar later werd ze tweede op het Schlagerfestival met Die Wege der Liebe en in 1964 haalde ze zelfs de eerste plaats met Liebeskummer lohnt sich nicht. Met dit lied bezette ze tien weken lang de top van de Duitse hitparade. In Nederland stond het lied vanaf 11 juli in totaal 14 weken in de Tijd voor Teenagers Top 10, waarvan drie weken op de vijfde plaats. In 1965 werd Malmkvist met Das fünfte Rad am Wagen derde op het Schlagerfestival en in 1968 werd ze met Harlekin opnieuw eerste.
In 1969 ging ze opnieuw naar het songfestival, deze keer voor West-Duitsland, waar ze zo populair was. Met Primaballerina werd ze negende.
In 2004 deed ze samen met Ann-Louise Hanson en Towa Carson (twee oudgedienden bij Melodifestivalen) nog eens mee aan de Zweedse liedjeswedstrijd. Ondanks de kritiek die de zangeressen vanwege hun leeftijd kregen (ze waren rond de zestig), haalden ze met C'est la vie de finale. Ze eindigden uiteindelijk als tiende.
Samen met Wenche Myhre en Gitte Hænning maakte ze in 2004 een comebacktournee. Ze werd in 2016 opgenomen in de Swedish Music Hall of Fame.
Malmkvist is getrouwd met acteur Fredrik Ohlsson en heeft twee kinderen.

## Discografie

### Singles
| Jaar | A/B-kant                                                                   | Catalogusnr. |
| ---- | -------------------------------------------------------------------------- | ------------ |
|      |                                                                            | Metronome    |
| 1959 | Augustin / Vogel-Baion                                                     | 140          |
| 1959 | Hundertmal / Schotten-Rock                                                 | 148          |
| 1959 | Wenn du noch träumen kannst / Buon giorno amore                            | 149          |
| 1959 | Lucky Boy / Ich tue alles für dich                                         | 151          |
| 1959 | So soviel Liebe / Wenn die Rosen blühn in Portugal (als Die Jolly Sisters) | 157          |
| 1959 | Träume sind wie der Wind / September im Regen                              | 158          |
| 1960 | Trocadero 9910 / Der Mann ist alright                                      | 163          |
| 1960 | Hallo Blueboy / Prego Signore                                              | 164          |
| 1960 | Die Liebe ist ein seltsames Spiel / Denk an mich (als Die Jolly Sisters)   | 180          |
| 1960 | Lieber Johnny, komm’ doch wieder / Prego Signore                           | 187          |
| 1960 | So wie es damals war / So tanzt nur der Charly Charleston                  | 197          |
| 1960 | Verliebt in Kopenhagen / Alle sprechen nur von Liebe                       | 224          |
| 1960 | Danke für die Blumen / Wann kommst du wieder                               | 250          |
| 1960 | Schade, Schade, Schade / Nepomuk                                           | 270          |
| 1961 | Die Wege der Liebe / Der eine, der du bist                                 | 300          |
| 1961 | Jimmy, verzeih mir noch einmal / Bye-Bye-Bye, Biddi-Biddi, Bum-Bum         | 302          |
| 1962 | Schwarzer Kater Stanislaus / Regen auf Benguela                            | 325          |
| 1963 | Mr. Casanova / Merci beaucoup                                              | 334          |
| 1963 | 1999 / Crazy Boy                                                           | 360          |
| 1963 | Sole Sole Sole / Aber am Samstag (met Umberto Marcato)                     | 391          |
| 1964 | Liebeskummer lohnt sich nicht / Ein Herz ist kein Spielzeug                | 404          |
| 1965 | Küsse nie nach Mitternacht / Wär’ ich auch Königin                         | 444          |
| 1965 | Das fünfte Rad am Wagen / Das Tagebuch der ersten Liebe                    | 488          |
| 1965 | Sieben Tränen / Columbus fand Amerika                                      | 833          |
| 1966 | Frech geküßt ist halb gewonnen / Nie und niemals                           | 914          |
| 1967 | Ein neues Spiel, ein neues Glück / Wer nicht kommt zur rechten Zeit        | 950          |
| 1967 | Hier kommt ein Herz für dich / Ein Junggeselle weniger                     | 992          |
| 1968 | Carnaval in Caracas / Eine Gondelbahn für zwei                             | 25016        |
| 1968 | Olé – Okay / Alles oder nichts                                             | 25043        |
| 1968 | Harlekin / Prinz Eugen                                                     | 25061        |
| 1968 | Zigeunerhochzeit / Sambanacht In Trinidad                                  | 25104        |
| 1969 | Primaballerina / Mir fehlt der Knopf am Pyjama                             | 25150        |
| 1970 | Adiolé / Zeig’ mir den Weg                                                 | 25190        |
| 1970 | Clementine / Aus Liebe zu dir                                              | 25235        |
| 1970 | Liebe wie im Rosengarten / Die Sonne scheint für jeden                     | 25300        |
| 1971 | Zwei Augen / Frauen sind doch nur Frauen                                   | 25335        |
| 1971 | Zwei Augen / Der Clown                                                     | 25342        |
|      |                                                                            | BASF         |
| 1972 | Der Wein ist gut / Ich seh’ ein Land                                       | 11372-2      |
| 1972 | Er liebt mich / Die Zeit mit dir                                           | 11632-2      |
| 1973 | Liebe heißt l’amour / Zeig einem Kind, daß es Liebe gibt                   | 11917-2      |
| 1974 | Sascha nimmt die Geige / Unser Lied                                        | 19186-3      |
| 1974 | Bambu / Ist das ein Glück                                                  | 19188-1      |

### Albums
| Jaar | Titel                           | Catalogusnr.            |
| ---- | ------------------------------- | ----------------------- |
| 1968 | Harlekin                        | Metronome 15314         |
| 1969 | Today                           | Metronome 15333         |
| 1969 | Primaballerina                  | Metronome 10111         |
| 1971 | Ihre großen Erfolge             | BASF 1029242-8          |
| 1983 | Liebeskummer lohnt sich nicht   | SR International 463307 |
| 1992 | Trocadero 9910                  | Bear Family             |
| 1993 | Liebeskummer lohnt sich nicht   | Bear Family             |
| 1993 | Harlekin                        | Bear Family             |
| 2011 | Frech geküsst ist halb gewonnen | Koch                    |

## Hitlijsten en klasseringen

### Albums
| Jaar | Titel                       | Hitlijstklassering | Hitlijstklassering | Opmerkingen                      |
| Jaar | Titel                       | DE                 | SE                 | Opmerkingen                      |
| ---- | --------------------------- | ------------------ | ------------------ | -------------------------------- |
| 1976 | Explosiw                    | —                  | 38 (1 week)        |                                  |
| 2003 | Siws bästa                  | —                  | 18 (6 weken)       |                                  |
| 2005 | Gitte Wencke Siw – Die Show | 100 (1 week)       | —                  | met Gitte Hænning & Wencke Myhre |

### Singles
| Jaar | Titel Album                        | Hitlijstklassering | Hitlijstklassering | Hitlijstklassering | Opmerkingen                                         |
| Jaar | Titel Album                        | DE                 | AT                 | SE                 | Opmerkingen                                         |
| ---- | ---------------------------------- | ------------------ | ------------------ | ------------------ | --------------------------------------------------- |
| 1960 | Trocadero 9910 –                   | 50 (4 weken)       | —                  | —                  | Eerste publicatie: 1 juni 1960                      |
| 1961 | Danke für die Blumen –             | 4 (20 weken)       | —                  | —                  | Eerste publicatie: 1 mei 1961                       |
| 1961 | Schade, schade, schade –           | 13 (16 weken)      | —                  | —                  | Eerste publicatie: 1 oktober 1961                   |
| 1962 | Die Wege der Liebe –               | 19 (16 weken)      | —                  | —                  | Eerste publicatie: 1 maart 1962                     |
| 1962 | Jimmy, verzeih mir noch einmal –   | 31 (8 weken)       | —                  | —                  | Eerste publicatie: 1 mei 1962                       |
| 1962 | Schwarzer Kater Stanislaus –       | 17 (16 weken)      | —                  | —                  | Eerste publicatie: 1 november 1962                  |
| 1963 | Mr. Casanova –                     | 7 (16 weken)       | —                  | —                  | Eerste publicatie: 1 maart 1963                     |
| 1963 | 1999 –                             | 8 (16 weken)       | —                  | —                  | Eerste publicatie: 1 september 1963                 |
| 1964 | Sole, Sole, Sole –                 | 22 (12 weken)      | —                  | —                  | met Umberto Marcato Eerste publicatie: 1 maart 1964 |
| 1964 | Liebeskummer lohnt sich nicht –    | 1 (24 weken)       | —                  | —                  | Eerste publicatie: 1 juni 1964                      |
| 1965 | Küsse nie nach Mitternacht –       | 9 (12 weken)       | 10 (4 weken)       | —                  | Eerste publicatie: 1 februari 1965                  |
| 1965 | Das fünfte Rad am Wagen –          | 22 (8 weken)       | —                  | —                  | Eerste publicatie: 15 juli 1965                     |
| 1965 | Sieben Tränen –                    | 11 (10 weken)      | —                  | —                  | Eerste publicatie: 15 december 1965                 |
| 1966 | Frech geküsst ist halb gewonnen –  | 17 (18 weken)      | —                  | —                  | Eerste publicatie: 15 december 1966                 |
| 1967 | Ein neues Spiel, ein neues Glück – | 30 (6 weken)       | —                  | —                  | Eerste publicatie: 15 mei 1967                      |
| 1968 | Carneval In Caracas –              | 35 (4 weken)       | —                  | —                  | Eerste publicatie: 15 februari 1968                 |
| 1968 | Olé – Okay –                       | 26 (8 weken)       | —                  | —                  | Eerste publicatie: 1 juni 1968                      |
| 1968 | Harlekin –                         | 9 (12 weken)       | —                  | —                  | Eerste publicatie: 1 augustus 1968                  |
| 1969 | Zigeunerhochzeit –                 | 23 (10 weken)      | —                  | —                  | Eerste publicatie: 1 januari 1969                   |
| 1969 | Primaballerina –                   | 13 (6 weken)       | —                  | —                  | Eerste publicatie: 1 mei 1969                       |
| 1970 | Adiole –                           | 25 (4 weken)       | —                  | —                  | Eerste publicatie: 1 maart 1970                     |
| 1971 | Liebe wie im Rosengarten –         | 47 (1 week)        | —                  | —                  | Eerste publicatie: 12 april 1971                    |
| 1975 | Paloma blanca –                    | —                  | —                  | 8 (6 weken)        |                                                     |
| 2004 | C’est la vie –                     | —                  | —                  | 33 (5 weken)       | met Towa Carson & Ann-Louise Hanson                 |

| Single met eventuele hitnotering(en) in de Nederlandse Top 40 | Datum van verschijnen       | Datum van binnenkomst       | Hoogste positie             | Aantal weken                | Opmerkingen                 |
| Tijd voor Teenagers Top 10:                                   | Tijd voor Teenagers Top 10: | Tijd voor Teenagers Top 10: | Tijd voor Teenagers Top 10: | Tijd voor Teenagers Top 10: | Tijd voor Teenagers Top 10: |
| ------------------------------------------------------------- | --------------------------- | --------------------------- | --------------------------- | --------------------------- | --------------------------- |
| Liebeskummer lohnt sich nicht                                 | 1964                        | 11-07-1964                  | 5                           | 14                          |                             |
| Nederlandse Top 40:                                           |                             |                             |                             |                             |                             |
| Küsse nie nach Mitternacht                                    | 1965                        | 13-02-1965                  | 39                          | 1                           |                             |

## Filmografie
- 1960: Verliebt in Kopenhagen
- 1961: Was macht Papa denn in Italien?
- 1962: Verrückt und zugenäht
- 1962: Drei Liebesbriefe aus Tirol
- 1979: Trolltider (Zweedse televisieserie)
- 1981: Varning för Jönssonligan
- 1985: Hemma hoz (Zweedse mini-televisieserie)
- 2000: Pelle Svanslös och den stora skattjakten
- 2004: Gitte, Wencke, Siw – Die Show (televisieshow)
- 2009: Så olika
- 2011: Getingdans

1956: Freddy Quinn + Walter Andreas Schwarz · 
1957: Margot Hielscher · 
1958: Margot Hielscher · 
1959: Alice & Ellen Kessler · 
1960: Wyn Hoop · 
1961: Lale Andersen · 
1962: Conny Froboess · 
1963: Heidi Brühl · 
1964: Nora Nova · 
1965: Ulla Wiesner · 
1966: Margot Eskens · 
1967: Inge Brück · 
1968: Wenche Myhre · 
1969: Siw Malmkvist · 
1970: Katja Ebstein · 
1971: Katja Ebstein · 
1972: Mary Roos · 
1973: Gitte · 
1974: Cindy & Bert · 
1975: Joy Fleming · 
1976: Les Humphries Singers · 
1977: Silver Convention · 
1978: Ireen Sheer · 
1979: Dschinghis Khan · 
1980: Katja Ebstein · 
1981: Lena Valaitis · 
1982: Nicole · 
1983: Hoffmann & Hoffmann · 
1984: Mary Roos · 
1985: Wind · 
1986: Ingrid Peters · 
1987: Wind · 
1988: Maxi & Chris Garden · 
1989: Nino de Angelo · 
1990: Chris Kempers & Daniel Kovac · 
1991: Atlantis 2000 · 
1992: Wind · 
1993: Münchener Freiheit · 
1994: Mekado · 
1995: Stone & Stone · 
1997: Bianca Shomburg · 
1998: Guildo Horn & Die Orthopädischen Strümpfe · 
1999: Sürpriz · 
2000: Stefan Raab · 
2001: Michelle · 
2002: Corinna May · 
2003: Lou · 
2004: Max · 
2005: Gracia · 
2006: Texas Lightning · 
2007: Roger Cicero · 
2008: No Angels · 
2009: Alex Swings Oscar Sings · 
2010: Lena Meyer-Landrut · 
2011: Lena Meyer-Landrut · 
2012: Roman Lob · 
2013: Cascada · 
2014: Elaiza · 
2015: Ann Sophie · 
2016: Jamie-Lee Kriewitz · 
2017: Levina · 
2018: Michael Schulte · 
2019: S!sters · 
2021: Jendrik Sigwart · 
2022: Malik Harris · 
2023: Lord of the Lost · 
2024: Isaak · 
2025: Abor & Tynna
1958: Alice Babs · 
1959: Brita Borg · 
1960: Siw Malmkvist · 
1961: Lill-Babs · 
1962: Inger Berggren · 
1963: Monica Zetterlund · 
1965: Ingvar Wixell · 
1966: Lill Lindfors & Svante Thuresson · 
1967: Östen Warnerbring · 
1968: Claes-Göran Hederström · 
1969: Tommy Körberg · 
1971: Family Four · 
1972: Family Four · 
1973: Nova · 
1974: ABBA · 
1975: Lasse Berghagen · 
1977: Forbes · 
1978: Björn Skifs · 
1979: Ted Gärdestad · 
1980: Tomas Ledin · 
1981: Björn Skifs · 
1982: Chips · 
1983: Carola · 
1984: Herreys · 
1985: Kikki Danielsson · 
1986: Lasse Holm & Monica Törnell · 
1987: Lotta Engberg · 
1988: Tommy Körberg · 
1989: Tommy Nilsson · 
1990: Edin-Ådahl · 
1991: Carola · 
1992: Christer Björkman · 
1993: Arvingarna · 
1994: Marie Bergman & Roger Pontare · 
1995: Jan Johansen · 
1996: One More Time · 
1997: Blond · 
1998: Jill Johnson · 
1999: Charlotte Nilsson · 
2000: Roger Pontare · 
2001: Friends · 
2002: Afro-Dite · 
2003: Fame · 
2004: Lena Philipsson · 
2005: Martin Stenmarck · 
2006: Carola · 
2007: The Ark · 
2008: Charlotte Perrelli · 
2009: Malena Ernman · 
2010: Anna Bergendahl · 
2011: Eric Saade · 
2012: Loreen · 
2013: Robin Stjernberg · 
2014: Sanna Nielsen · 
2015: Måns Zelmerlöw · 
2016: Frans · 
2017: Robin Bengtsson · 
2018: Benjamin Ingrosso · 
2019: John Lundvik · 
2021: Tusse · 
2022: Cornelia Jakobs · 
2023: Loreen · 
2024: Marcus & Martinus · 
2025: KAJ
- Biblioteca Nacional de España: XX5034370
- Gemeinsame Normdatei: 134453581
- International Standard Name Identifier: 0000 0000 7879 2803
- Library of Congress Control Number: no2006078171
- MusicBrainz: a5be578c-864a-4de8-be45-c2cb6891c051
- LIBRIS: 271975
- Virtual International Authority File: 201149196454274791345